# Ortacesus
Ortacesus ist eine italienische Gemeinde (comune) mit 875 Einwohnern (Stand 31. Dezember 2023) in der Metropolitanstadt Cagliari auf Sardinien. 

## Geografie
Die Gemeinde liegt etwa 36 Kilometer nordnordwestlich von Cagliari.
Die Nachbargemeinden sind Barrali, Guamaggiore, Guasila, Pimentel, Sant’Andrea Frius, Selegas und Senorbì.

## Verkehr
Durch die Gemeinde führt die Strada Statale 128 Centrale Sarda von Monastir nach Oniferi sowie die frühere Strada Statale 547 di Guasila (heute eine Provinzstraße) von Furtei nach Sant’Andrea Frius.